# A fej nélküli lovas
A fej nélküli lovas világszerte ismert egy mitikus figura, aki a középkor óta szerepel a folklórban világszerte. Az alakot, akinek hiányzik a feje, hagyományosan lóháton ábrázolják.
Washington Irving 1820-as novelláját – amelyben feltűnt az élőket rémisztgető fej nélküli lovas – az amerikai folklór egyik korai példájának tekintik. Ám a szellemalak története már a középkor óta borzolja a babonás emberek fantáziáját.
A legendától függően a lovas vagy viszi magával a fejét, vagy az teljesen hiányzik, ilyenkor folyton-folyvást keresi. A történetek közül az írországi dullahan („sötét ember”) démon általában lovagol, a fejét pedig a hóna alatt viszi. A Sir Gawain és a Zöld Lovag című lovagregényben Sir Gawain vágja le egy suhintással a Zöld Lovag fejét. A fej nélküli lovas megjelenik Az Álmosvölgy legendája (The Legend of Sleepy Hollow) című novellában is, amelyet az amerikai Washington Irving írt 1820-ban; ezen kívül még sok irodalmi műben és filmben szerepel, ilyen például a The Adventures of Ichabod and Mr. Toad című 1949-es animációs Disney-mozi.

## Az amerikai folklórban
A fej nélküli lovas története az amerikai író, Washington Irving Az Álmosvölgy legendája című 1820-as novellájában olvasható. A történet Irving The Sketch Book of Geoffrey Crayon, Gent  című novellagyűjteményéből származik, és amerikai folklór részévé vált.
A fej nélküli lovas meséje az amerikai függetlenségi háború idején játszófik. A hagyományos folklór szerint a lovas egy hesseni katona volt, akit az 1776. október 28-i White Plains-i csata során öltek meg. Egy amerikai ágyúgolyó levágta a fejét, aminek összetört maradványait a csatatéren hagyták, de végül eltemették, ám  rosszindulatú szellemként bukkant elő. A történet modern változatai a lovaglásait halloween idejére teszik, ugyanis ekkor zajlott a csata.
A fej nélküli lovas című Thomas Mayne Reid-regény először 1865-66-ban jelent meg havi folytatásokban, majd 1866-ban könyvként is kiadták.

## Az ír folklórban
A dullahan vagy dulachán („sötét ember”) egy fejetlen, démoni tündér, általában lovon ül, és a fejét a hóna alatt hordja. Emberi holttest gerincéből készült ostorral hadonászik. Amikor a dullahan abbahagyja a lovaglást, haláleset következik be. A dullahan egy nevet kiált, ekkor a megnevezett személy azonnal meghal.

## A skót folklórban
A fejetlen lovas legjelentősebb skót változata egy Ewen nevű férfiról szól, akit a helyi klánok csatájában lefejeztek a Mull-szigeten. Mivel a csata kimenetele következtében minden esélyét elvesztette, hogy törzsfőnök legyen, és mind ő, mind a lova azóta fejetlenül bolyong és kísértést.

## A német folklórban
A német történetek többnyire a Rajna-vidékről származnak. A fejetlen lovasok pusztán megérintve ölték meg áldozataikat. Visszatérők voltak, akiknek addig kellett vándorolniuk a földön, amíg meg nem bánták bűneiket, néha úgy, hogy jót tettek egy idegennel. Ekkor elsorvadtak és meghaltak.

## Filmek
- A fej nélküli lovas a The Adventures of Ichabod and Mr. Toad „The Legend of Sleepy Hollow” című részében jelenik meg. A fej nélküli lovas üldözi Ichabod Crane-t, aminek a végén a fejetlen lovas rádobja a tökfejét. Míg arról van szó, hogy mi történt Ichabod kalapjával, amit az összetört tök közelében találtak, addig azt a szóbeszédet, hogy feleségül vett egy gazdag özvegyet valahol, akinek hasonló gyerekei vannak. A filmben a lovast valódi szellemként ábrázolják.
- A fej nélküli lovas a House of Mouse című televíziós sorozatban is szerepel.
- Az 1939-es Will Hay-vígjátékban, az Ask a Policeman című vígjátékban egy fejetlen lovas tűnik fel egy csempészgyűrűvel kapcsolatban.
- Az 1999-es Tim Burton Sleepy Hollow című filmben a fejetlen lovas egy gyilkos hesseni zsoldos szelleme.
- A fej nélküli lovas (1974, Lenfilm; r.: Вайншток, Владимир Петрович − Vladimir Vajnshtok (angolul))
- A 2007-es Sci-Fi Channel Fej nélküli lovas című filmje azt mondja, hogy Washington Irving története a „fehérre mosott” változat, és a horrorfilmben szereplő események az igazi történet.
- A 2022: Fej nélküli lovas; r.: Jose Prendes.

## Fordítás
Ez a szócikk részben vagy egészben  a   Washington Irving című angol Wikipédia-szócikk ezen változatának fordításán alapul.  Az eredeti cikk szerkesztőit annak laptörténete sorolja fel. Ez a jelzés csupán a megfogalmazás eredetét és a szerzői jogokat jelzi, nem szolgál a cikkben szereplő információk forrásmegjelöléseként.